# Petri Hyyryläinen
Petri Hyyryläinen (* 24. Oktober 1982) ist ein finnischer Badmintonspieler. 

## Karriere
Petri Hyyryläinen gewann nach vier nationalen Juniorentiteln 2003 seinen ersten Meistertitel bei den Erwachsenen in Finnland, wobei er sowohl im Mixed als auch im Herrendoppel erfolgreich war. Weitere Titelgewinne folgten 2004, 2005, 2007 und 2009. 

## Sportliche Erfolge
| Saison | Veranstaltung                                | Disziplin    | Platz | Name                               |
| ------ | -------------------------------------------- | ------------ | ----- | ---------------------------------- |
| 1999   | Finnland: Einzelmeisterschaften der Junioren | Herrendoppel | 1     | Tuomas Karhula / Petri Hyyryläinen |
| 2000   | Finnland: Einzelmeisterschaften der Junioren | Herrendoppel | 1     | Tuomas Karhula / Petri Hyyryläinen |
| 2001   | Finnland: Einzelmeisterschaften der Junioren | Herreneinzel | 1     | Petri Hyyryläinen                  |
| 2001   | Finnland: Einzelmeisterschaften der Junioren | Herrendoppel | 1     | Tuomas Karhula / Petri Hyyryläinen |
| 2003   | Finnland: Einzelmeisterschaften              | Mixed        | 1     | Petri Hyyryläinen / Maria Väisänen |
| 2003   | Finnland: Einzelmeisterschaften              | Herrendoppel | 1     | Petri Hyyryläinen / Tuomas Karhula |
| 2004   | Finnland: Einzelmeisterschaften              | Mixed        | 1     | Petri Hyyryläinen / Maria Väisänen |
| 2004   | Finnland: Einzelmeisterschaften              | Herrendoppel | 1     | Petri Hyyryläinen / Alexander Böök |
| 2005   | Finnland: Einzelmeisterschaften              | Herrendoppel | 1     | Petri Hyyryläinen / Tuomas Karhula |
| 2007   | Finnland: Einzelmeisterschaften              | Mixed        | 1     | Petri Hyyryläinen / Sanni Rautala  |
| 2009   | Finnland: Einzelmeisterschaften              | Herrendoppel | 1     | Petri Hyyryläinen / Tuomas Karhula |